# Cannonbolt
Cannonbolt(También llamado rayo de cañón en España) es uno de los Héroes o aliens del Omnitrix de la serie Ben 10 y Ben 10: Alien Force.
Cannonbolt es el Alien nº 11 descubierto por Ben o mejor dicho el 1º descubierto ya que los otros ya venían incluidos.
Su primera aparición fue en el episodio The Big Tick (Un Nuevo Héroe en Latinoamérica)

## Diseño
Cannonbolt (Rayo/Bola de Cañón en España) es un Pelarota Arburiano (basado una pelota, "bola" y rota, un juego en la "rotación") del planeta Aruburia, aunque están extintos ahora. "El grande" destruyó su planeta áspero una semana antes de que Ben descubra al alienígena, así que se cree que es el último de su especie. Cannonbolt lleva una especie de armadura que le cubre los hombros y toda la espalda, cubierta de galjanoplastia huesuda y puede rodar como una bola, es como un armadillo o un pillbug. Puede entonces rodar como ataque, así como para rebotar desde de casi cualquier superficie. Aparte de esto, Cannonbolt es extremadamente torpe y lento cuando esta de pie, pues su centro de gravedad es alto, y las piernas rechonchas lo restringen de mantenerse en pie, con frecuencia haciéndolo caerse. Es el primer alien no original en el Omnitrix, y a pesar de que Ben al principio pensaba que era inútil, más adelante lo fue encontrando más y más práctico, eligiéndolo más a menudo en algunas luchas, pero eligiéndolo por accidente. Cannonbolt substituye a Fantasmático en la secuencia de apertura del programa desde la tercera temporada. 

### Sumo Samurái
En el episodio El Juego terminó Cannonbolt aparece dentro del juego del sumo samurái y sufre cambios al igual que Ben y los demás aliens (exceptuando a Ultra T)
Aparece con un tipo de pañal de sumo de color negro y un tipo de mechón de sumo de cabello atado. En este juego era más torpe de lo normal, lo que hizo que eliminara una vida a Ischiama. El lugar donde tiene el Omnitrix en esta ocasión no cambia.

### Ben 10: Alien Force
Aparece gracias a que con el Control maestro de Azmuht Ben lo recupera y lo ocupa en su lucha contra, los DNAliens y alcanzar a detener a los Highbreeds. Los cambios Producidos en el son:
- la franja de abajo desaparece
- sus ojos cambian de Amarillo a Verde
- el Signo del Omnitrix cambia a su pecho

### Futuro
El Cannonbolt de Ben 10.000 es casi igual al actual lo que cambia es sus pies que son las negros(como un tipo de botas), pero esto puede ser una adaptación al traje del Héroe y en las garras de sus Manos tiene un diafragma no tan notorio.

## Controversia
La información del juguete alien de la colección de Bandai para Cannonbolt es algo contradictoria a la información que proporciona la serie y otros medios. El perfil que viene con el juguete refiere a su especie como Vulpinic Tortugan ("tortuga") del planeta Vulpin, del cual Bestia también origina. El perfil también sugiere que Cannonbolt sea capaz de lanzar una ráfaga química de gran alcance, aunque no explica de donde ese producto químico se lanza.

### Nombre
El nombre original es Cannonbolt pero en su primera aparición en el episodio "Un Nuevo Héroe" Ben lo llama Ultra Bola, pero por coincidencia con el nombre Ultra T se lo cambia a Super Bola en el mismo episodio, y traducido al español es Bola de Cañón; pero en España es llamado Rayo de Cañón, por lo que tendría que ser en inglés Cannonray.

### Especie
La especie Original es Pelarota Arburiano pero en su primera aparición los sirvientes del Grande lo llaman Nebulian Pelatora y en Bandai se lo llama Tortugan por el hecho de ser lento (Aunque todos saben que su especie no se llama así).

### Planeta
El original es Aruburia pero Bandai dice que es del planeta de Bestia (Vulpin), pero se sabe que no es así ya que el planeta de Cannonbolt fue destruido.

### Voz
La voz de Cannonbolt es grave, pero en "Un Cambio de Cara" Ben y Gwen cambian cuerpos pero no la voz, pero de todas maneras Cannonbolt tiene una voz más femenina, aunque no hayan cambiado voces.

## Habilidades y debilidades
Habilidades
- su caparazón es indestructible
- Tiene un caparazón duro que lo protege de lo que sea (incluyendo corrosivos), y también puede reflejar ataques de energía.
- Puede envolverse en su caparazón y rodar para atacar.
- Tiene bastante sitio dentro del caparazón para llevar gente.
- Puede rodar a velocidades increíblemente rápidas.
- Puede rodar sin tener que apoyarse de algo.
- Puede recoger objetos mientras está en forma de bola.
- Puede resistir muy altas temperaturas pero con dolor.
- Convertido en bola, puede sobrevivir en el espacio, solo por un pequeño lapso de tiempo.

Debilidades
- Los Alburian Pelarotas no pueden balancearse muy bien de pie debido a su centro de gravedad débil, alto, y con miembros cortos. No puede moverse muy rápidamente cuando no está en forma de bola.
- Necesita un cierto grado de espacio abierto para rodar.
- La parte blanca de su cuerpo es blanda, por lo que si es afectada/golpeada quedará fuera de combate.